# Ehsan Hajsafi
Ehsan Hajsafi, född 25 februari 1990 i Kashan, är en iransk fotbollsspelare som spelar för AEK Aten. Sedan 2008 representerar han även i Irans landslag.
2009 blev han av Goal.com utsedd till den mest lovande spelaren i Asien.

## Karriär

### Klubblag
Ehsan Hajsafi kom till Sepahan 2006 och gjorde säsongen efter två starter i VM för klubblag. Samma år kom Sepahan tvåa i AFC Champions League. Han startade karriären som vänstermittfältare men testades som vänsterback under säsongen 2009/10, då Sepahan vann ligan.
I juni 2011 blev Hajsafi utlånad till Tractor Sazi, där han återförenades med sin gamla tränare Amir Ghalenoei. Klubben slutade tvåa i ligan, vilket var Tractor Sazis bästa position någonsin.
Hajsafi återvände senare till Sepahan där han stannade till augusti 2014 då hans kontrakt gick ut. Han var då överens med Fulham, men då han inte fick arbetstillstånd blev flytten aldrig av. Hajsafi skrev istället på för två nya år med Sepahan.
30 augusti 2015 blev det klart att Hajsafi flyttade till FSV Frankfurt. Sin debut gjorde han 13 september samma år mot Eintracht Braunschweig.

### Landslag
Ehsan Hajsafi har meriter från Irans U17, U20 samt U23-landslag. Han gjorde debut för Irans A-landslag 25 maj 2008 i en vänskapsmatch mot Zambia. Iran vann med 3-2 och Hajsafi noterades för två assister. Hans första mål gjordes i 6-1 segern mot Qatar i Västasiatiska mästerskapet 2008.
Han var uttagen till VM 2014 där han startade i Irans samtliga tre gruppspelsmatcher. Han har även medverkat i Asiatiska mästerskapet 2011 och 2015.

#### Landslagsmål
| Nr | Datum            | Spelplats                                | Motståndare         | Mål | Resultat | Tävling                         |
| -- | ---------------- | ---------------------------------------- | ------------------- | --- | -------- | ------------------------------- |
| 1. | 11 augusti 2008  | Takhti Stadium, Teheran                  | Qatar               | 4–1 | 6–1      | Västasiatiska mästerskapet 2008 |
| 2. | 28 december 2009 | Suhaim bin Hamad Stadium, Doha           | Qatar               | 2–2 | 2–3      | Vänskapsmatch                   |
| 3. | 8 juni 2014      | CT Joaquim Grava, São Paulo              | Trinidad och Tobago | 1–0 | 2–0      | Vänskapsmatch                   |
| 4. | 11 januari 2015  | Melbourne Rectangular Stadium, Melbourne | Bahrain             | 1–0 | 2–0      | Asiatiska mästerskapet 2015     |
| 5. | 24 mars 2016     | Azadi, Teheran                           | Indien              | 1–0 | 4–0      | Kvalet till VM 2018             |
| 6. | 24 mars 2016     | Azadi, Teheran                           | Indien              | 3–0 | 4–0      | Kvalet till VM 2018             |
| 7. | 16 november 2021 | King Abdullah II Stadium, Amman          | Syrien              | 2–0 | 3–0      | Kvalet till VM 2022             |

## Meriter
Sepahan
- Iran Pro League: 2009/2010, 2010/2011, 2014/2015
- Hazfi Cup: 2005/2006, 2006/2007, 2012/2013

Tractor
- Hazfi Cup: 2019/2020

Iran
- Västasiatiska mästerskapet: 2008